# Sindhi
Sindhi er et indoarisk, indoiransk, indoeuropæisk sprog som tales af omkring 17 millioner mennesker i den Pakistanske provins Sindh. Sindhi er også et officielt sprog i Indien hvor det tales af omkring 1,2 millioner medlemmer af en etnisk gruppe som migrerede fra Sindh i Pakistan til Indien i forbindelse med delingen af Indien og Pakistan i 1947. Sproget kan både skrives med devanagari og det arabiske alfabet.